# Тексако Къп
„Тексако Къп“ (на английски: Texaco Cup) е футболен турнир, провеждан в началото на 1970-те години.
Участват отбори от Англия, Шотландия, Ейре и Северна Ирландия, които не са се класирали за участие в евротурнирите. Заради политическото напрежение отборите от Ирландия преустановяват участието си след 1972 г., а от 1973 г. играят в подобен турнир, също спонсориран от Тексако, но само за отбори от тези две страни. След като през 1975 г. Тексако прекратява спонсорирането, турнирът продължава да се провежда под името Англо-шотландска купа.

## Победители
| Сезон   | Победител    | Общ резултат | Финалист    | Първи мач | Втори мач |
| ------- | ------------ | ------------ | ----------- | --------- | --------- |
| 1970/71 | Улвърхамптън | 3:2          | Хартс       | 3:1       | 0:1       |
| 1971/72 | Дарби Каунти | 2:1          | ФК Еърдри   | 0:0       | 2:1       |
| 1972/73 | Ипсуич       | 4:2          | Норич       | 2:1       | 2:1       |
| 1973/74 | Нюкасъл      | 2:1 (пр.)    | Бърнли      | 2:1 (пр.) |           |
| 1974/75 | Нюкасъл      | 3:1          | Саутхамптън | 0:1       | 3:0       |